# Marele Premiu al Canadei din 2023
Marele Premiu al Canadei din 2023 (cunoscut oficial ca Formula 1 Pirelli Grand Prix du Canada 2023) a fost o cursă auto de Formula 1 ce s-a desfășurat pe 18 iunie 2023 pe Circuitul Gilles Villeneuve din Montréal, Canada. Cursa a fost cea de-a opta etapă a Campionatului Mondial de Formula 1 al FIA din 2023.
Max Verstappen a ieșit câștigătorul cursei după ce a plecat din pole position, egalându-l astfel pe brazilianul Ayrton Senna la numărul de victorii în carieră (41). Fernando Alonso de la Aston Martin Aramco și Lewis Hamilton de la Mercedes au completat podiumul.

## Context
După incendiile din regiune⁠(en)[traduceți], Marele Premiu a fost în pericol de a fi anulat. Cu toate acestea, pe 9 iunie, Formula One Management a făcut o declarație anunțând că Marele Premiu va continua așa cum era planificat.
Furnizorul de anvelope Pirelli a adus compușii de anvelope C3, C4 și C5 (denumiți dur, mediu și, respectiv, moale) pentru ca echipele să le folosească la eveniment.

## Calificări
Calificările au avut loc pe 17 iunie 2023 începând cu ora locală 16:00 (UTC-4), ora 23:00 ora României.
| Poz.                  | Nr. | Pilot            | Constructor                  | Timpi calificări | Timpi calificări | Timpi calificări | Grila finală |
| Poz.                  | Nr. | Pilot            | Constructor                  | Q1               | Q2               | Q3               | Grila finală |
| --------------------- | --- | ---------------- | ---------------------------- | ---------------- | ---------------- | ---------------- | ------------ |
| 1                     | 1   | Max Verstappen   | Red Bull Racing-Honda RBPT   | 1:20,851         | 1:19,092         | 1:25,858         | 1            |
| 2                     | 27  | Nico Hülkenberg  | Haas-Ferrari                 | 1:22,730         | 1:20,305         | 1:27,102         | 5            |
| 3                     | 14  | Fernando Alonso  | Aston Martin Aramco-Mercedes | 1:21,481         | 1:19,776         | 1:27,286         | 2            |
| 4                     | 44  | Lewis Hamilton   | Mercedes                     | 1:21,554         | 1:20,426         | 1:27,627         | 3            |
| 5                     | 63  | George Russell   | Mercedes                     | 1:21,798         | 1:20,098         | 1:27,893         | 4            |
| 6                     | 31  | Esteban Ocon     | Alpine-Renault               | 1:22,114         | 1:20,406         | 1:27,945         | 6            |
| 7                     | 4   | Lando Norris     | McLaren-Mercedes             | 1:21,998         | 1:19,347         | 1:28,046         | 7            |
| 8                     | 55  | Carlos Sainz Jr. | Ferrari                      | 1:22,248         | 1:19,856         | 1:29,294         | 11           |
| 9                     | 81  | Oscar Piastri    | McLaren-Mercedes             | 1:22,190         | 1:19,659         | 1:31,349         | 8            |
| 10                    | 23  | Alexander Albon  | Williams-Mercedes            | 1:21,938         | 1:18,725         | Fără timp        | 9            |
| 11                    | 16  | Charles Leclerc  | Ferrari                      | 1:21,843         | 1:20,615         | N/A              | 10           |
| 12                    | 11  | Sergio Pérez     | Red Bull Racing-Honda RBPT   | 1:22,151         | 1:20,959         | N/A              | 12           |
| 13                    | 18  | Lance Stroll     | Aston Martin Aramco-Mercedes | 1:22,677         | 1:21,484         | N/A              | 16           |
| 14                    | 20  | Kevin Magnussen  | Haas-Ferrari                 | 1:22,351         | 1:21,678         | N/A              | 13           |
| 15                    | 77  | Valtteri Bottas  | Alfa Romeo-Ferrari           | 1:22,332         | 1:21,821         | N/A              | 14           |
| 16                    | 22  | Yuki Tsunoda     | AlphaTauri-Honda RBPT        | 1:22,746         | N/A              | N/A              | 19           |
| 17                    | 10  | Pierre Gasly     | Alpine-Renault               | 1:22,886         | N/A              | N/A              | 15           |
| 18                    | 21  | Nyck de Vries    | AlphaTauri-Honda RBPT        | 1:23,137         | N/A              | N/A              | 17           |
| 19                    | 2   | Logan Sargeant   | Williams-Mercedes            | 1:23,337         | N/A              | N/A              | 18           |
| 20                    | 24  | Zhou Guanyu      | Alfa Romeo-Ferrari           | 1:23,342         | N/A              | N/A              | 20           |
| Regula 107%: 1:26,510 |     |                  |                              |                  |                  |                  |              |
| Sursa:                |     |                  |                              |                  |                  |                  |              |

Note
- ^1 – Nico Hülkenberg a primit o penalizare de trei locuri pentru o încălcare de steag roșu în Q3.[8]
- ^2 – Carlos Sainz Jr. a primit o penalizare de trei locuri pe grilă pentru împiedicarea lui Pierre Gasly în Q1.[8]
- ^3 – Lance Stroll a primit o penalizare de trei locuri pe grilă pentru împiedicarea lui Esteban Ocon în Q2.[8]
- ^4 – Yuki Tsunoda a primit o penalizare de trei locuri pe grilă pentru că l-a împiedicat pe Nico Hülkenberg în Q1.[8]
- ^5 – Deoarece calificările s-au desfășurat pe o pistă udă, regula 107% nu era în vigoare.[9]

## Cursă
Cursa a avut loc pe 18 iunie 2023 începând cu ora locală 14:00 (UTC-4), ora 21:00 ora României, cu distanța de 70 de tururi.
| Poz.                                                                                | Nr. | Pilot            | Constructor                  | Tururi | Timp/Retras | Grilă | Puncte |
| ----------------------------------------------------------------------------------- | --- | ---------------- | ---------------------------- | ------ | ----------- | ----- | ------ |
| 1                                                                                   | 1   | Max Verstappen   | Red Bull Racing-Honda RBPT   | 70     | 1:33:58,348 | 1     | 25     |
| 2                                                                                   | 14  | Fernando Alonso  | Aston Martin Aramco-Mercedes | 70     | +9,570      | 2     | 18     |
| 3                                                                                   | 44  | Lewis Hamilton   | Mercedes                     | 70     | +14,168     | 3     | 15     |
| 4                                                                                   | 16  | Charles Leclerc  | Ferrari                      | 70     | +18,648     | 10    | 12     |
| 5                                                                                   | 55  | Carlos Sainz Jr. | Ferrari                      | 70     | +21,540     | 11    | 10     |
| 6                                                                                   | 11  | Sergio Pérez     | Red Bull Racing-Honda RBPT   | 70     | +51,028     | 12    | 9      |
| 7                                                                                   | 23  | Alexander Albon  | Williams-Mercedes            | 70     | +1:01,813   | 9     | 6      |
| 8                                                                                   | 31  | Esteban Ocon     | Alpine-Renault               | 70     | +1:01,692   | 6     | 4      |
| 9                                                                                   | 18  | Lance Stroll     | Aston Martin Aramco-Mercedes | 70     | +1:04,402   | 16    | 2      |
| 10                                                                                  | 77  | Valtteri Bottas  | Alfa Romeo-Ferrari           | 70     | +1:04,432   | 14    | 1      |
| 11                                                                                  | 81  | Oscar Piastri    | McLaren-Mercedes             | 70     | +1:05,101   | 8     |        |
| 12                                                                                  | 10  | Pierre Gasly     | Alpine-Renault               | 70     | +1:05,249   | 15    |        |
| 13                                                                                  | 4   | Lando Norris     | McLaren-Mercedes             | 70     | +1:08,363   | 7     |        |
| 14                                                                                  | 22  | Yuki Tsunoda     | AlphaTauri-Honda RBPT        | 70     | +1:13,423   | 19    |        |
| 15                                                                                  | 27  | Nico Hülkenberg  | Haas-Ferrari                 | 69     | +1 tur      | 5     |        |
| 16                                                                                  | 24  | Zhou Guanyu      | Alfa Romeo-Ferrari           | 69     | +1 tur      | 20    |        |
| 17                                                                                  | 20  | Kevin Magnussen  | Haas-Ferrari                 | 69     | +1 tur      | 13    |        |
| 18                                                                                  | 21  | Nyck de Vries    | AlphaTauri-Honda RBPT        | 69     | +1 tur      | 17    |        |
| Ab                                                                                  | 63  | George Russell   | Mercedes                     | 53     | Frâne       | 4     |        |
| Ab                                                                                  | 2   | Logan Sargeant   | Williams-Mercedes            | 6      | Motor       | 18    |        |
| Cel mai rapid tur: Sergio Pérez (Red Bull Racing- Honda RBPT) – 1:14,481 (turul 70) |     |                  |                              |        |             |       |        |
| Sursa:                                                                              |     |                  |                              |        |             |       |        |

Note
- ^1 – Include un punct pentru cel mai rapid tur.[11]
- ^2 – Lando Norris a terminat pe locul nouă, dar a primit o penalizare de cinci secunde pentru comportament nesportiv.[10]

## Clasamentele campionatelor după cursă
|        | Poz. | Pilot            | Pct. |
| ------ | ---- | ---------------- | ---- |
|        | 1    | Max Verstappen   | 195  |
|        | 2    | Sergio Pérez     | 126  |
|        | 3    | Fernando Alonso  | 117  |
|        | 4    | Lewis Hamilton   | 102  |
| 1      | 5    | Carlos Sainz Jr. | 68   |
| Sursa: |      |                  |      |

|        | Poz. | Constructor                  | Pct. |
| ------ | ---- | ---------------------------- | ---- |
|        | 1    | Red Bull Racing-Honda RBPT   | 321  |
|        | 2    | Mercedes                     | 167  |
|        | 3    | Aston Martin Aramco-Mercedes | 154  |
|        | 4    | Ferrari                      | 122  |
|        | 5    | Alpine-Renault               | 44   |
| Sursa: |      |                              |      |

- Notă: Doar primele cinci locuri sunt prezentate în ambele clasamente.